# Therapy?
Тherapy? — североирландская рок-группа, основанная в 1989 году в Белфасте вокалистом и гитаристом Энди Кернсом и ударником Файфом Юингом.

## История

### Создание группы. Первые записи
Группа была основана в 1989 году в Белфасте гитаристом и вокалистом Энди Кернсом и ударником Файфом Эвингом.
После создания своего лейбла «Multi Fuckin National» группа приступила к записи сингла «Meat Abstract». На вакантное место басиста Эвинг пригласил своего школьного товарища Майкла Маккигана, с котором и была сделана первая запись группы. Сингл с мрачным саундом был отпечатан тиражом в 1000 экземпляров и разослан по радиостанциям и музыкальным изданиям. Известный ведущий Джон Пил проявил неподдельный интерес к этому релизу и целую неделю включал «Meat Abstract» в эфире. Вскоре группе удалось передать свою работу представителям «Wiija Records», на что те отреагировали предложением о записи мини-альбома. «Baby Teeth», а также ещё один EP, «Рleasure Death», заняли первые места в независимых хит-парадах и в результате внимание к «Therapy?» проявили крупные лейблы.

### Признание
Компания «A&M», которая подписала контракт с группой надеялась получить к себе гранжевую команду, но музыканты отстояли своё право на самоопределение и выпустили альбом «Nurse», представлявший собой скорее пост-панк, чем гранж.
Пластинка попала в национальный хит-парад, а «Therapy?» принялись один за другим выпускать мини-альбомы и синглы. В 1993 году команда получила официальное признание, будучи приглашенной к участию в передаче «Top of the Pops». В то время группа много гастролировала по Англии, США и Японии. Популярности у музыкантов значительно прибавилось с выходом в 1994 году диска «Troublegum». Альбом получился мощным и мелодичным. В том же году трио приняло участие в записи трибьюта «Black Sabbath», записав для него композицию «Iron Man» с вокалом Оззи Осборна. После плотных гастролей группа вновь оказалась в студии и приступила к сессиям для «Infernal Love». Однако этот альбом не дотягивал до уровня предшественника, очевидно сказывалась усталость музыкантов.

### Ухудшение отношений и перемены в составе
На последующее турне команда ангажировала второго гитариста и виолончелиста Мартина Маккарика. Тем временем начались трения между Эвингом и остальными членами коллектива, что в январе 1996 года привело к уходу Файфа Эвинга. Новым барабанщиком стал Грэм Хопкинс.
В это же время, гитарист Кернс пристрастился к алкоголю, что заметно притормозило работу группы. Только после женитьбы алкогольная зависимость музыканта начала спадать. Но после выпуска «Semi-Detached» лейбл разорвал контракт с группой и музыкантам пришлось искать новое пристанище. К тому же Хопкинс сломал себе руку и на полгода выбыл из строя. Когда он выздоровел «Therapy?» уже заключили контракт с независимой фирмой «Ark 21» и приступили к записи очередного альбома. Диск «Suicide Pact — You First» значительно отличался от предыдущих работ, поскольку на нём появились тяжелые риффы и депрессивная лирика. На следующий год вышла в свет компиляция «So Much For The Ten Year Plan», включавшая композиции почти со всех предыдущих пластинок.

### Настоящее время
Выпустив с командой свой последний альбом, «Shameless», в январе 2002-го Хопкинс ушёл из «Therapy?». На замену ему взяли барабанщика из «3 Colours Red» Кита Бакстера, который весь год играл с группой на гастролях. Новым постоянным ударником стал Нил Купер из Дерби, который записывает с группой пластинку «High Anxiety» (2003). К альбому Never Apologise Never Explain (2004) состав сокращается до трио. Ответственный за нойз (шум) МакКэррик исчез вместе со своей электрической виолончелью, но Кернс, на удивление, справился в одиночку — скрежета и шума на альбоме хватает.
Данным составом — наиболее стабильным в своей истории — коллектив записывает и дальнейшие студийные альбомы: «One Cure Fits All» (2006), «Crooked Timber» (2009), «A Brief Crack of Light» (2012), «Disquiet» (2015) и «Cleave» (2018), — и продолжает регулярные гастрольные туры по Великобритании, Ирландии и континентальной Европе. Каждый из альбомов этого периода демонстрирует особое звучание и стилевые ориентиры. Так, например, альбом «A Brief Crack Of Light» (названный по цитате Владимира Набокова), являет собой амальгаму тяжелых синкопированных риффов, шумовых текстур, композиционных элементов прогрессив-рока и экзистенциально заостренных текстов. Энди Кернс в интервью отмечал такие влияния, как dubstep, free jazz и Fugazi времен Red Medicine.

## История названия
Вопросительный знак в конце названия группы породил множество историй и версий, в том числе самых удивительных. Однако истина проста. Кернс, работая над дизайном первого хоум-мэйд сингла, не справился с гармоничной расстановкой символов и был вынужден впихнуть ещё один значок, чтобы надпись смотрелась ровно. Его выбор пал на вопросительный знак.

## Состав группы
За время своего существования группа сменила двух барабанщиков и одного гитариста.
Сейчас в состав группы входят:
- Эндрю (Энди) Джеймс Кернс (вокал, гитара)
- Майкл МакКиган (бас гитара)
- Нил Купер (ударные)

Бывшие участники группы:
- Файф Эвинг (ударные, 1989—1995)
- Грэм Хопкинс (ударные, 1995—2001)
- Мартин Маккаррик (гитара, виолончель, 1995—2005)

## Творчество
За свою многолетнюю историю команда выпустила 15 альбомов, 2 миньона и 2 DVD. Наиболее знаменитым стал альбом Troublegum, выпущенный группой в феврале 1994 года, во многом благодаря таким хитам как «Screamager», «Nowhere», «Die Laughing», «Trigger Inside» и «Isolation». Широкую известность получила также песня «Diane» и клип на неё, выпущенные в 1995 году.
Участвовала в таких грандиозных концертах как «Donington’95» и «Bizarre’00».

## Дискография

### Полноформатные альбомы
1. Babyteeth (1991)
2. Nurse (1992)
3. Troublegum (1994)
4. Infernal Love (1995)
5. Semi-Detached (1998)
6. Suicide Pact — Your First Therapy (1999)
7. Shameless (2001)
8. High Anxiety(2003)
9. Never Apologise Never Explain (2004)
10. One Cure Fits All (2006)
11. Crooked Timber (2009)
12. A Brief Crack of Light (2012)
13. Disquiet (2015)
14. Cleave (2018)
15. Hard Cold Fire(2023)

### Концертные альбомы
1. We’re Here To The End (2010)
2. Communion: Live at the Union Chapel (2017)

### Сборники
1. So Much For The Ten Year Plan (2000)
2. Greatest Hits (The Abbey Road Session) (2020)

### Синглы
- «Meat Abstract» (1990)
- «Teethgrinder» (1992)
- «Shortsharpshock» (E.P.) (1993)
- «Face the Strange» (E.P.) (1993)
- «Opal Mantra» (1993)
- «Nowhere» (1994)
- «Trigger Inside» (1994)
- «Die Laughing» (1994)
- «Isolation» (1994)
- «Femtex»(1994)
- «Stories» (1995)
- «Loose» (1995)
- «Diane» (1995)
- «Stories» (1996 re-release)
- «Bad Mother» (1996)
- «Church Of Noise» (1998)
- «Lonely, Cryin’, Only» (1998)
- «Hate Kill Destroy» (2000)
- «Bad Karma Follows You Around» (2000)
- «Gimme Back My Brain»(2001)
- «I Am The Money»(2001)
- «If It Kills Me/Rust» (2003)
- «My Voodoo Doll» (2003)
- «Polar Bear/Rock You Monkeys» (2005)
- «Rain Hits Concrete» (E.P.) (2006)
- «Crooked Timber» (2009)
- «Exiles» (2010)
- «Living in the Shadow of a Terrible Thing» (2012)